# 胡尼奥
胡尼奥，是匈牙利贝凯什州所辖的一个村。总面积32.57平方公里，总人口668，人口密度20.5人/平方公里（2011年1月1日）。